# Yuzhou
Yuzhou, tidigare känd som Yuhsien (kinesiska: 禹縣?, pinyin: Yǔ xiàn), är en stad på häradsnivå som lyder under Xuchangs stad på prefekturnivå i Henan-provinsen i centrala Kina. Den ligger omkring 67 kilometer söder om provinshuvudstaden Zhengzhou. 
År 403 f.Kr. till 375 f.Kr. var Yuzhou huvudsate för riket Han.